# 红树啸鹟
红树啸鹟（学名：Pachycephala grisola），是啸鹟科啸鹟属的一种，分布于文莱、缅甸、孟加拉国、老挝、越南、印度、泰国、印度尼西亚、菲律宾、马来西亚、新加坡和柬埔寨。该物种的保护状况被评为无危。
红树啸鹟的平均体重约为21.0克。栖息地包括种植园、亚热带或热带的红树林、乡村花园、亚热带或热带的湿润低地林和亚热带或热带的湿润山地林。